# Туба
Вижте пояснителната страница за други значения на Туба.
Тубата е музикален инструмент от групата на медните духови инструменти.
Най-ниският по звучене в духовия оркестър. Направен е от цилиндични и конични навити тръби, мундщук (наустник) и вентилни механизми. Най-известните разновидности са: туба бас (в тон ми-бемол) и туба контрабас (в тон си-бемол). Третира се като нетранспониращ музикален инструмент. Съществуват 3 основни вида туби. Има F туба, която повече се използва за солови изпълнения.

## Висока (тенорова) туба
С основен тон на тръбата си бемол. Нарича се още баритон или еуфониум. Нотирането става на басов ключ. При нотиране условно на виолинов ключ инструментът се третира като транспониращ. Използва се в духовите оркестри, където изпълнява баритонови партии.

## Басова туба (илиес бас)
Широкомензурен духов инструмент, с басова звучност, с основен тон на тръбата ми бемол, а понякога фа. Изработва се в 2 основни форми: във формата на туба, т.е. сходна на тази на баритона, но с по-прави очертания, и в кръгла форма, пригодена за носене на инструмента през рамо.

## Контрабасова туба (илибе бас)
По-нисък инструмент от басовата туба с основен тон на тръбата си бемол или до. В духовите оркестри удвоява партията на басовата туба, най-често с октава по-ниско. В симфоничните оркестри се употребява контрабасова туба с 5 или 6 вентила, която обхваща тоновия обем както на басовата, така и на контрабасовата туба и има по-тясна мензура.